# Limnichus subelongatus
Limnichus subelongatus är en skalbaggsart som beskrevs av Maurice Pic 1922. Limnichus subelongatus ingår i släktet Limnichus och familjen lerstrandbaggar. Inga underarter finns listade i Catalogue of Life.